# Schweinnaab
Die Schweinnaab oder auch Schweinenaab ist ein rechter Zufluss der Waldnaab in der Oberpfalz. Sie entspringt im Hessenreuther Wald und fließt an Herzogspitz vorbei, einem Stadtteil von Pressath.

## Geographie

### Verlauf
Nach wenigen Kilometern erreicht sie die Gemeinde Parkstein. Die Schweinnaab durchfließt den Ortsteil Schwand, wo ihr der Fischbach zufließt. Er speist einige Fischweiher in der Nähe seiner Mündung. Die Ortsteile Hammerles und Grünthal werden ebenfalls von der Schweinnaab durchflossen.
Bevor sie Weiden in der Oberpfalz erreicht, teilt sich die Schweinnaab des Öfteren. Im Stadtgebiet trifft sie auf ihren größten Zufluss, den von links kommenden Sauerbach. In der Nähe der Stadtmitte fließt sie in den Flutkanal neben der Waldnaab.

### Zuflüsse und Abzweige
Auswahl.
- Kohlbach (rechts)
- Fischbach (rechts)
- Unzenbach (rechts)
- (Abgang des Rehmühlbachs) (nach rechts)
- Mooslohgraben (links)
- Sauerbach (links)
- (Abgang des Orthegelmühlbachs, später Stadtmühlbach genannt) (nach rechts)